# Dichrophleps cingulifera
Dichrophleps cingulifera är en insektsart som först beskrevs av Walker 1858.  Dichrophleps cingulifera ingår i släktet Dichrophleps och familjen dvärgstritar. Inga underarter finns listade i Catalogue of Life.